# Sogdijský vilájet
Sogdijský vilájet (tádžicky Вилояти Суғд, rusky Согдийская область) je vilájet nacházející se na severu Tádžikistánu v pohoří Ťan-šan. Hlavním městem je Chudžand. Vznikl 27. října 1939 jako Leninabadská oblast a 10. listopadu 2000 byla přejmenována Sogdijskou oblast resp. Sogdijský vilájet.

## Geografie
Vilájet se rozkládá na 25 400 km². Území je převážně hornaté. Podnebí je kontinentální, suché a závislé na nadmořské výšce. Průměrná teplota v zimě v údolí se pohybuje mezi 0 - 10°C v horských oblastech dosahuje až -40 °C. Největšími řekami jsou Syrdarja a Zeravšan. V oblasti se také nachází jezero Iskanderkul.

## Administrativní rozdělení
Vilájet zahrnuje 8 měst (tádžicky šahr), 22 městských obcí (tádžicky šahrak), 14 venkovských okresů (tádžicky nóhija) a 93 venkovských komunit (tádžicky džamóat).